# Andrea Rau (Medizinerin)
Andrea Rau (* 1977 in Düsseldorf) ist eine deutsche Hochschullehrerin für Mund-Kiefer-Gesichtschirurgie. Sie ist in Deutschland die erste Frau auf einem Lehrstuhl ihres Fachgebiets und (nach Graz) die zweite Ordinaria im deutschsprachigen Raum.

## Leben
Rau besuchte 1987–1996 die Graf-Engelbert-Schule Bochum. Zwischenzeitlich (1993) war sie an der Pine Crest School in Fort Lauderdale. Nach dem Abitur studierte sie 1996/97 an der Justus-Liebig-Universität Gießen Psychologie. Anschließend wechselte sie an der Ruhr-Universität Bochum zur Medizin. Dort wurde sie 2004 zur Dr. med. promoviert. An der Heinrich-Heine-Universität Düsseldorf folgte 2004–2008 noch das Studium der Zahnmedizin. 2011 erfolgte die zweite Promotion zur Dr. med. dent. Fachärztin für Mund-, Kiefer- und Gesichtschirurgie wurde sie 2014 nach fünf Jahren im Klinikum rechts der Isar. Dort habilitierte sie sich 2016 über die Therapie von Lippen-Kiefer-Gaumenspalten. Im selben Jahr erlangte sie die Zusatzbezeichnung Plastische Operationen. Als Leitende Oberärztin und Stellvertretende Klinikdirektorin der MKG-Klinik im Universitätsklinikum Erlangen erhielt sie 2018 eine W2-Professur an der Friedrich-Alexander-Universität Erlangen-Nürnberg. Sie ist Fachzahnärztin für Oralchirurgie (2019) und Master of Health and Business Administration (2020). Die Universitätsmedizin Greifswald berief sie im Januar 2021 als Nachfolgerin von Hans-Robert Metelmann auf den Lehrstuhl für Mund-, Kiefer- und Gesichtschirurgie.